# EN109
A EN 109, ou Estrada da Costa da Prata, é uma estrada nacional que integra a rede nacional de estradas de Portugal.
Começava no Porto, logo à saída da Ponte Luís I (fim da N1), rodeava o Cais de Gaia, junto ao mar, rumando depois em definitivo a Sul, para Leiria. 
Atualmente esta estrada começa em Gulpilhares, Gaia, junto ao nó com a A29, passa pelos concelhos de Vila Nova de Gaia, Espinho, Ovar, Estarreja, Aveiro, Ílhavo, Vagos, Mira, Cantanhede, Figueira da Foz e Leiria. 
Passa por muitas praias da Costa da Prata, entre elas: Espinho, Esmoriz, Cortegaça, Furadouro, Figueira da Foz e Termas de Monte Real.
A estrada foi desclassificada entre Maceda e Vila Nova de Gaia em 1995 devido à construção da via rápida IC1, mais tarde duplicada para A29. A estrada também esteve para desclassificação nos restantes troços, mas a construção de autoestradas com portagem não permitiu até agora essa desclassificação.
O troço entre a  A 19  até ao centro de Leiria irá ter uma extensão de 2,4 km.
Um troço com a construção cancelada trata-se da ligação do centro de Leiria até à CIL, que deveria ter 3,38 km, dos quais 2km iriam ser construídos em perfil de via rápida.

## Ramais
EN109-1: Valadares - Avintes
EN109-2: Granja - Crestuma
EN109-3: Para o campo de Aviação de Espinho
EN109-4: Silvalde - Agoncida
EN109-5: Estarreja - Ria de Aveiro
EN109-6: Para a estação de Estarreja
EN109-7: Aveiro - Costa Nova
EN109-8: Para a Figueira da Foz
EN109-9: Monte Redondo e estação - Pedrógão

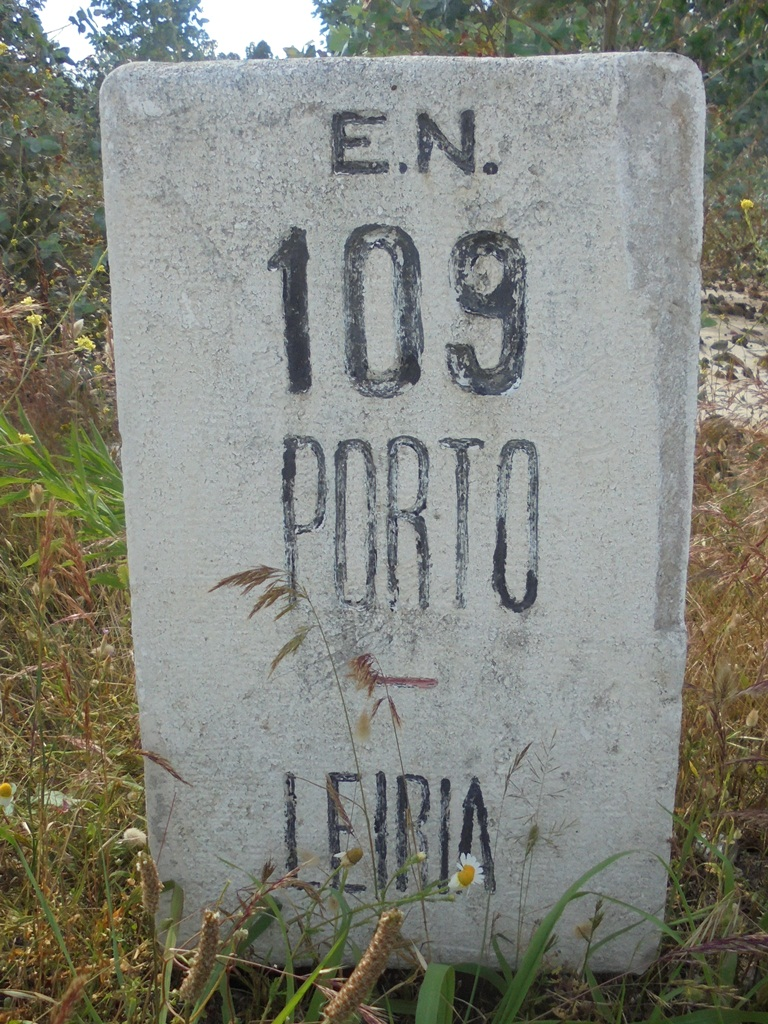
Marco Miriamétrico ao km100 em Bom Sucesso, no concelho da Figueira do Foz

EN109-10: Para a estação de Leiria

## Percurso

### Leiria - Vila Nova De Gaia
| Nome da Saída/Localidade Intermédia | Estrada que liga |
| ----------------------------------- | ---------------- |
| Leiria                              | IC 2 N 1 A 19    |
| Marrazes                            |                  |
| Regueira de Pontes                  |                  |
| Quintas                             |                  |
| A 17                                | A 17             |
| Ortigosa                            |                  |
| Arroteia                            |                  |
| Picoto                              |                  |
| Carreira                            |                  |
| Leziria                             |                  |
| Monte Redondo                       |                  |
| Lagoa                               |                  |
| Guia                                |                  |
| Outeiro Martinho                    |                  |
| Vale de Leside                      |                  |
| Marinha / Caxaria                   |                  |
| Cabeço                              |                  |
| A 17 / Matas de Carriço             | A 17 N 342       |
| Vieirinhos                          |                  |
| Mós                                 |                  |
| Silveirinha Grande / Louriçal       |                  |
| Marinha das Ondas                   | N 109 (antiga)   |
| Gigante / Sampaio                   | N 109 (antiga)   |
| Leirosa                             |                  |
| Lavos / Costa de Lavos              |                  |
| Cova-Gala                           | N 109 (antiga)   |
| Figueira da Foz                     |                  |
| Coimbra                             | A 14             |
| Tavarede                            | M 597            |
| Ferrugenta                          |                  |
| Brenha                              |                  |
| Cabanas                             |                  |
| Cova da Serpe                       |                  |
| Serrado                             |                  |
| A 17                                | A 17             |
| Fidalgas                            |                  |
| Casal Novo                          |                  |
| Saibreira                           |                  |
| Camarção                            |                  |
| Castanheiro                         |                  |
| Lomba do Poço Frio                  |                  |
| Pedros                              |                  |
| Tocha                               |                  |
| Casal do João                       |                  |
| Caniceira                           |                  |
| Ermida                              |                  |
| Cential                             |                  |
| Mira                                |                  |
| Varziela                            | N 234            |
| Portomar                            |                  |
| Cabeço de Mira                      |                  |
| A 17                                | A 17             |
| Calvão                              |                  |
| Cabecinhas                          |                  |
| A 17                                | A 17             |
| Santo André de Vagos                |                  |
| Quintã                              |                  |
| Vagos                               |                  |
| Ílhavo                              |                  |
| Aradas                              |                  |
| Oliveira do Bairro                  | N 235            |
| Aveiro                              |                  |
| Esgueira                            | N 230            |
| A 25                                | A 25 N 16        |
| Cacia                               |                  |
| Angeja (via Albergaria)             | N 16             |
| A 25                                | A 25             |
| Fermelã                             |                  |
| Canelas                             |                  |
| Salreu                              |                  |
| Estarreja                           |                  |
| A 1 / A 29                          | A 1 A 29         |
| Sardinha                            |                  |
| São Sebastião                       |                  |
| Avanca                              |                  |
| Válega                              |                  |
| Vilarinho                           |                  |
| Ovar                                |                  |
| São João                            |                  |
| Furadouro                           | N 327            |
| Carvalheira de Maceda               |                  |
| Feira Maceda                        | A 1 A 29 N 223   |